# Riebeckite
La riebeckite (simbolo IMA: Rbk) è un minerale del supergruppo dell'anfibolo, all'interno del quale viene collocato nel "gruppo degli anfiboli con W(OH,F,Cl)-dominante" e da lì al sottogruppo degli anfiboli di sodio dove occupa un posto nel "gruppo contenente la radice riebeckite nel nome"; essendo un anfibolo, appartiene agli inosilicati e pertanto alla famiglia minerale dei "silicati", e possiede composizione chimica ☐Na2(Fe2+3Fe3+2)Si8O22(OH)2.
La riebeckite è definita con:
- catione sodio dominante in posizione A
- catione ferro ferroso Fe2+ dominante in posizione C2+
- catione ferro ferrico Fe3+ dominante in posizione C3+
- anione idrossile OH- dominante in posizione W.

## Etimologia e storia
La riebeckite fu scoperta per la prima volta dall'etnologo, mineralogista e naturalista tedesco Emil Riebeck (1853–1885) nell'arcipelago di Socotra nello Yemen e descritta nel 1888 da Adolf Sauer, che chiamò il minerale con il nome del suo scopritore.

## Classificazione
La classica nona edizione della sistematica dei minerali di Strunz, aggiornata dall'Associazione Mineralogica Internazionale (IMA) fino al 2009, elenca la riebeckite nella classe "9. Silicati (germanati)" e da lì nella sottoclasse "9.D Inosilicati"; questa viene suddivisa più finemente in base alla struttura cristallina del minerale, in modo tale che la riebeckite possa essere trovata nella sezione "9.DE Inosilicati con catene doppie di periodo 2, Si4O11; clinoanfiboli" dove forma il sistema nº 9.DE.25.
Tale classificazione resta invariata anche nell'edizione successiva, proseguita dal database "mindat.org".
Nella Sistematica dei lapis (Lapis-Systematik) di Stefan Weiß la riebeckite è elencata nella classe dei "silicati" e nella sottoclasse degli "inosilicati"; qui il minerale si trova nella sezione di quelli che hanno struttura "[Si4O11] a due bande 6-; gruppo degli anfiboli; anfiboli alcalini" dove forma il sistema nº VIII/F.08.
Anche la classificazione dei minerali secondo Dana, usata principalmente nel mondo anglosassone, elenca la riebeckite nella famiglia dei silicati; qui è nella classe degli "inosilicati: catene doppie non ramificate, W=2" e nella sottoclasse degli "inosilicati: catene doppie non ramificate, configurazione anfibolo W=2" dove forma il "gruppo 4, anfiboli di sodio" con il numero di sistema 66.01.03c.

## Abito cristallino
La riebeckite cristallizza nel sistema monoclino nel gruppo spaziale C2/m (gruppo nº 12) con i parametri reticolari a = 9,76 Å, b = 18,04 Å, c = 5,33 Å e β = 103,59°, oltre ad avere 2 unità di formula per cella unitaria.

## Origine e giacitura
La riebeckite si trova nei graniti alcalini e nelle sieniti, più raramente nelle pegmatiti franitiche e nelle rocce vulcaniche felsiche, in qualche caso anche nello scisto. La varietà crocidolite si trova nelle formazioni ricche di ferro. È associata ad albite, ankerite, arfvedsonite, calcite, "calcedonio", egirina, ematite, ferro-actinolite, grunerite, magnetite, nefelina, quarzo, siderite, stilpnomelano e tremolite.
La riebeckite è stata trovata in più di duecento siti sparsi per il mondo. Qui si ricorda solo la sua località tipo, l'isola di Socotra nel governatorato di 'Adan (Yemen).

## Forma in cui si presenta in natura
La riebeckite forma cristalli prismatici, fino a 20 cm, comunemente fibroso e asbestiforme. Il minerale è da traslucido a opaco con lucentezza vitrea o semi-vitrea; il colore di solito è nero, ma comunemente anche azzurro, blu-nero, grigio-blu, grigio, marrone, mentre il colore del suo striscio è da grigio pallido a grigio-bluastro.

## Proprietà ottiche
La riebeckite mostra un forte pleocroismo con colori che vanno dal blu scuro lungo {\displaystyle x} e dal blu grigio al giallo verde lungo {\displaystyle z}.